# ويليام بيلي لامار
ويليام بيلي لامار (بالإنجليزية: William Bailey Lamar) هو محامي وقاضي وسياسي أمريكي، ولد في 12 يونيو 1853 في مونتيسيلو في الولايات المتحدة، وتوفي في 26 سبتمبر 1928. حزبياً، نشط في الحزب الديمقراطي. وقد انتخب عضو مجلس نواب فلوريدا وانتخب عضو مجلس النواب الأمريكي.